# Carinoturris fortis
Carinoturris fortis is een slakkensoort uit de familie van de Pseudomelatomidae. De wetenschappelijke naam van de soort is voor het eerst geldig gepubliceerd in 1944 door Bartsch.